# Доронино (Ивановская область)
Доронино — деревня в Тейковском районе Ивановской области России, входит в состав Большеклочковского сельского поселения.

## География
Деревня расположена на берегу реки Санебы в 11 км на север от центра поселения деревни Большое Клочково и в 18 км на северо-восток от райцентра города Тейково.

## История
Каменная церковь с колокольней и оградой в селе построена на средства помещика Шимановского и прихожан в 1798 году вместо бывшей деревянной церкви. Престолов в церкви было три: в честь Преображения Господня и в теплой трапезе: в честь Донской Божьей Матери и во имя Святителя и Чудотворца Николая. В селе существовала церковно-приходская школа , помещавшаяся в собственном доме, построенном на средства церковного старосты купца города Иваново-Вознесенска Антония Михайловича Гандурина. 
В конце XIX — начале XX века село входило в состав Пелгусовской волости Шуйского уезда Владимирской губернии. В 1859 году в селе числилось 18 дворов, в 1905 году — 23 двора.

## Население
| 1859 | 1905 |
| ---- | ---- |
| 115  | 111  |

| 1859 | 1905 | 2010 |
| ---- | ---- | ---- |
| 115  | ↘111 | ↘25  |

## Достопримечательности
В деревне расположена действующая церковь Спаса Преображения, являющаяся подворьем Свято-Введенского женского монастыря. С 1904 по день закрытия в 1935 году в храме служил священномученик Евфимий Тихонравов, а в 1894—1899 годах — священномученик Иван Прудентов.